# Último Caderno de Lanzarote
O Último Caderno de Lanzarote é um diário de José Saramago, correspondente ao último volume dos Cadernos de Lanzarote. Foi lançado em Outubro de 2018.
Esta obra, do tipo relato diarístico, integra elementos da agenda do escritor, artigos da revista Visão, cartas e discursos sobre a sua obra. 